# Nossa Senhora do Bom Sucesso (1766)
A Nossa Senhora do Bom Sucesso foi uma nau de linha de 64 peças da Marinha Portuguesa, lançada ao mar em Lisboa em 1766. Em 1800 passou a chamar-se Dom João de Castro. Fez parte da expedição contra Argel em 1784 e na expedição ao Rossilhão em 1793. Ficou no Brasil após a independência.